# Кьеркегор, Микаэль Педерсен
Микаэль Педерсен Кьеркегор (дат. Michael Pedersen Kierkegaard; 12 декабря 1756, Рингкёбинг-Скьерн — 9 августа 1838, Копенгаген) — датский торговец, фермер и предприниматель, отец философа Сёрена Кьеркегора (1813—1855) и епископа Петера Кристиана Кьеркегора (1805—1888).

## Биография
Микаэль Педерсен Кьеркегор родился 12 декабря 1756 года в датской коммуне Рингкёбинг-Скьерн в бедной семье. Его родителями были Педер Кристенсен Кьеркегор (1712—1799) и Марен Андерсдаттер Кьеркегор (1727—1813) — фермеры, живущие в Ютландии. Еще будучи маленьким мальчиком, Микаэль Педерсен устроился на работу к двоюродному брату своего отца, фермеру и торговцу овечьей шерстью Микаэлю Граверсену Андбеку и поехал с ним в Копенгаген. В Копенгагене жил неженатый дядя Микаэля, Нильс Андерсен Сёддинг, который зарекомендовал себя как разносчик. Кьеркегор получил образование у своего дяди, а сам получил стипендию, как разносчик. 
В 1794 году Микаэль Педерсен Кьеркегор женился на сестре компаньона Кирстин Нильсдаттер Ройен (1758—1796), однако она умерла от пневмонии в марте за два года до того, как у этой пары не было детей, в том же году умер его дядя, а должность члена парламента он должен был унаследовать. 
Депутат Кьеркегор также зарабатывал на сделках с недвижимостью. Большой пожар в Копенгагене 1795 года не затронул его имущество. Во время государственного банкротства в 1813 году он вложил свои деньги таким образом, чтобы избежать катастрофы. 
26 апреля 1797 года Микаэль Педерсен Кьеркегор женился на шведке Ане Соренсдаттер Лунд (1768—1834), дочери Сёрена Йенсена Лунда (1725—1798) и его жены Марен Ларсдаттер Лунд (1731—1821), от которой у него родилось семеро детей, в том числе епископ Петер Кристиан Кьеркегор (1805—1888) и философ Сёрен Кьеркегор (1813—1855). Его жена Ане Соренсдаттер Лунд работала горничной в доме.
В 1834 году умерла жена Кьеркегора Ане в возрасте 66 лет. К 1835 году из семи детей супружеской пары Кьеркегоров умерли все три дочери и два сына, и никто из них дожил до 33 лет, но из них выжило лишь только двое сыновей: Петер Кристиан и Сёрен.
Микаэль Педерсен Кьеркегор умер 8 августа 1838 года в Центральной Ютландии в возрасте 81 года. Однако Микаэль Педерсен Кьеркегор пережил свою жену и пятерых детей.

## Семья
В браке Микаэль Педерсен Кьеркегор и Ане Соренсдаттер Лунд имели семеро детей, двое из которых стали известными людьми.
- Марен Кирстин Кьеркегор (1797—1822)
- Николина Кирстин Кьеркегор (1799—1832)
- Петреа Северина Кьеркегор (1801—1834)
- Петер Кристиан Кьеркегор (1805—1888) — епископ епархии Ольборга с 1857 по 1875 год и Министр культуры Дании с 1867 по 1868 год.
- Сёрен Микаэль Кьеркегор (1807—1819)
- Нильс Кьеркегор (1809—1833)
- Сёрен Обье Кьеркегор (1813—1855) — философ, теолог, поэт и религиозный писатель.